# Dan Baird
Daniel John "Dan" Baird (San Diego-Califórnia, 12 Dezembro de 1953) é um compositor, cantor de rock e produtor musical estadunidense.
Baird é conhecido por ter sido o líder da banda The Georgia Satellites. Em sua carreira solo, é creditado a ele o pioneirismo nos ritmos Cowpunk e Country alternativo. Seu álbum de estréia, Love Songs for the Hearing Impaired (1992), teve bom desempenho nas paradas musicais.

## Discografia

### Carreira Solo
- Love Songs for the Hearing Impaired (1992)
- Buffalo Nickel (1996)
- Dan Baird and the Sofa Kings - Redneck Savant (2001)
- Out of Mothballs (2003)
- Dan Baird and Homemade Sin (2008)
- Fresh Out of Georgia Live Like a Satellite Live (2010)
- Circus Life (2013)
- Homemade Sin - Rollercoaster (2017)
- Homemade Sin - SoLow (2017)
- Homemade Sin - Screamer (2018)

Bootlegs & unofficial releases
- Redneck Punk (2005)
- Live at the Borderline London (2007)

### ComThe Georgia Satellites
- Keep the Faith EP (1985)
- Georgia Satellites (1986)
- Inspired By Jack Daniels: Live In Concert (1987)
- Open All Night (1988)
- In the Land of Salvation and Sin (1989)
- Let It Rock: The Best of the Georgia Satellites (1993) [Compilação]

### ComThe Yayhoos
- Fear Not the Obvious (2001)
- Put the Hammer Down (2006)

### ComThe Bluefields
- Pure (2012)

### ComThe Western Sizzlers
- For Ol' Times Sake (2013)

## Desempenho nas Paradas Musicais

### Álbum
| Banda                  | Álbum                               | Ranking               | Posição | Ano  |
| ---------------------- | ----------------------------------- | --------------------- | ------- | ---- |
| The Georgia Satellites | Georgia Satellites                  | US Top 200            | 5       | 1986 |
| The Georgia Satellites | Open All Night                      | US Top 200            | 77      | 1988 |
| The Georgia Satellites | In the Land of Salvation and Sin    | US Top 200            | 130     | 1989 |
| Carreira Solo          | Love Songs for the Hearing Impaired | Billboard Heatseekers | 14      | 1992 |

### Singles/Canções
| Álbum                               | Música              | Ranking                       | Posição | Ano  | Ref   |
| ----------------------------------- | ------------------- | ----------------------------- | ------- | ---- | ----- |
| Love Songs for the Hearing Impaired | "I Love You Period" | Billboard Hot 100             | #26     | 1992 | [ 2 ] |
| Love Songs for the Hearing Impaired | "I Love You Period" | Billboard's Mainstream Rock   | #5      | 1992 | [ 2 ] |
| Love Songs for the Hearing Impaired | "I Love You Period" | Billboard's Top 40 Mainstream | #18     | 1992 | [ 2 ] |
| Love Songs for the Hearing Impaired | "The One I Am"      | Billboard's Mainstream Rock   | #13     | 1993 | [ 2 ] |